# Alte katholische Kirche Lohrbach

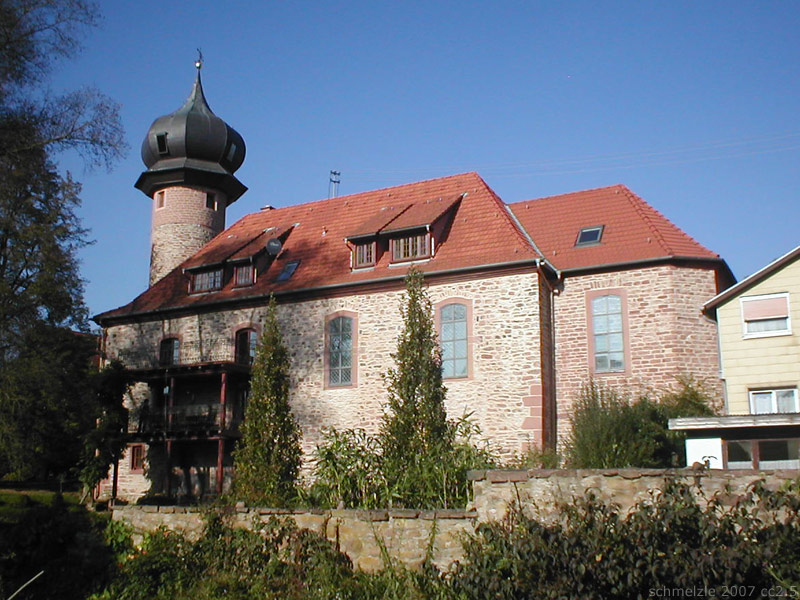
Alte katholische Kirche in Lohrbach

Die Alte katholische Kirche in Lohrbach, einem Stadtteil von Mosbach im Neckar-Odenwald-Kreis im nördlichen Baden-Württemberg, geht auf die ehemalige Kelter der Burg Lohrbach aus dem 16. Jahrhundert zurück, die 1763 zur katholischen Kirche umgenutzt wurde. Nach dem Einsturz eines Teils der Decke 1966 und dem anschließenden Neubau einer katholischen Kirche an anderer Stelle in Lohrbach wurde das Gebäude profaniert und zu Wohnzwecken umgebaut.

## Geschichte
In den Jahren 1576 bis 1599 war die Burg Lohrbach der Witwensitz von Kurfürstin Amalie, der zweiten Frau des Kurpfälzer Kurfürsten Friedrich III., der umfangreiche Umbauten an der Burg zu einer Schlossanlage im Renaissancestil veranlasst hatte und teils auch von Lohrbach aus seine Regierungsgeschäfte getätigt hat. Um 1585 wurde nordöstlich der eigentlichen Kernburg ein größerer Bau am Schlossgraben errichtet. Der angebaute kreisrunde Treppenturm vor der nordwestlichen Schmalseite sowie ein Renaissance-Portal geben Hinweise darauf, dass der Bau wohl ursprünglich zu Wohnzwecken diente. 1649 ist in Urkunden von einem großen neuen Bau nächst am Schlossgraben die Rede, mit gar bös nichtsnutzig Inngebäu, aber ein gut Breitdach, darinnen eine herrschaftliche Kelter, unten darunter einen hübschen Keller und zwei gute Bronnen darinnen. Das Gebäude war also inzwischen zum Wirtschaftsgebäude mit Kelter umgenutzt worden.
Bei der Kirchenteilung in der Kurpfalz 1705 kam die ursprüngliche Kirche des Ortes an die reformierte Gemeinde. Die Katholiken hielten danach ihre Gottesdienste für einige Zeit in einem hierfür hergerichteten Raum im Untergeschoss des Schlosses ab. In den Jahren vor 1757 vermachte Kurfürst Karl Theodor das Keltergebäude der katholischen Gemeinde, um darin eine Kirche einzurichten. Bis 1763 wurde das Gebäude nach Plänen des Baumeisters Franz Wilhelm Rabaliatti zur katholischen Kirche des Ortes umgebaut. 1759 wurde ein steinernes Kruzifix an der Kirche errichtet, 1763 gab es eine vorläufige Einweihung des Gotteshauses, 1766 wurde eine Orgel bei Johann Adam Ehrlich in Wachbach bestellt, 1777 wurde die Kirche mit der Niederlegung von Reliquien des heiligen Placidus und des heiligen Justinus im Altar förmlich eingeweiht.
1864 waren in der Kirche drei bei Glockengießerei Bachert in Dallau gegossene Glocken vorhanden. 1896 war die alte Orgel, die bereits Jahre zuvor als verwahrlost beschrieben wurde, nur noch als Brennholz gut, weswegen eine neue bei Heinrich Voit in Durlach gebaute Orgel beschafft wurde. 1901 wurde seitlich an die Kirche eine Sakristei angebaut, 1907 wurde das Gebäude an der südöstlichen Schmalseite um einen Chor erweitert. Zum Abschluss dieser Erweiterung wurde das Langhaus neu ausgemalt.
Im Ersten Weltkrieg mussten die Zinn-Orgelpfeifen und eine der Glocken abgeliefert werden. 1925 waren noch eine C- und eine Es-Glocke vorhanden. Die C-Glocke musste im Zweiten Weltkrieg ebenfalls abgeliefert werden. 1952 wurden drei neue Glocken bei Friedrich Wilhelm Schilling in Heidelberg gegossen, woraufhin die alte Es-Glocke 1954 nach Sattelbach kam, wo 1955 eine neue katholische Kirche geweiht wurde.
In der Kirche standen zuletzt drei Altäre. Der Hochaltar im Chor zeigte eine Kreuzigungsszene, links vom Chor befand sich ein Marienaltar, rechts davon ein Josefsaltar. Die Kirche war mit weiterem Bild- und Figurenschmuck versehen, darunter an den Chorwänden zwei alte ungerahmte Gemälde, über dem Zugang zur Sakristei eine Marienfigur von 1761 (Kopie einer Figur aus dem Stift Mariä Einsiedeln) und an den Seitenwänden des Langhauses eine von dem Ortsgeistlichen Josef Walz gemalte, aus 14 Bildern bestehende Kreuzwegstation von 1939.
Die katholische Gemeinde war im Laufe der Zeit im Besitz weiterer Gebäude. 1769 erwarb sie ein Gebäude als Pfarrhaus, später auch noch den zugehörigen Garten und ein Gartenhaus. Die Gemeinde besaß auch ein konfessionelles Schulhaus, das jedoch bereits 1885 veräußert wurde. Das alte Pfarrhaus wurde 1961 verkauft, im selben Jahr ein neues Pfarrhaus errichtet.
Im Jahr 1966 stürzte ein Teil der Decke der Kirche ein, woraufhin der Beschluss für einen Kirchenneubau gefasst wurde. Beim Lohrbacher Friedhof entstand daraufhin eine neue katholische Kirche. Das alte Kirchengebäude beim Schloss wurde saniert, profaniert und zu Wohnzwecken umgebaut.